# Somalias fotbollsförbund
Senegals fotbollsförbund, officiellt Xiriirka Soomaaliyeed ee Kubadda Cagta, är ett specialidrottsförbund som organiserar fotbollen i Somalia.
Förbundet grundades 1951 och gick med i Caf 1968. De anslöt sig till Fifa år 1962. Somalias fotbollsförbund har sitt huvudkontor i staden Mogadishu.